# Daisuke Sakaguchi
Daisuke Sakaguchi (阪口 大助, Sakaguchi Daisuke, né le 11 octobre 1973 à Kashiwazaki) est un Seiyū japonais.

## Doublage

### Animation télévisé
- Atashin'chi (Yuzuhiko Tachibana)
- Baccano! (Jacuzzi Splot)
- Bamboo Blade (Yūji Nakata)
- Bleach (Hou, Ban)
- Bobobo-bo Bo-bobo (Halon Oni)
- Bokurano (Takashi Waku)
- Chrome Shelled Regios - (Harley Sutton)
- Clannad (Sunohara Youhei)
- Gintama (Shimura Shinpachi)
- Guilty Crown (Tamadate Sōta)
- Hyouka  (Satoshi Fukube)
- Katanagatari (Chouchou Maniwa)
- Kekkai sensen (Léonardo Watch)
- Maburaho (Kazuki Shikimori)
- Mamotte Shugogetten (Tasuke Shichiri)
- Mobile Suit Victory Gundam (Üso Ewin)
- Mononoke (Hyoue Sakaki)
- Moyashimon (Tadayasu Souemon Sawaki)
- Naruto Shippûden (Samidare)
- One Piece (Portgas D. Ace (enfant))
- Paranoia Agent (Shōnen Bat)
- Pokémon (Jun'ichi)
- Pokémon Advanced Generation (Brock's Bonsly, Chatot, Ariados, Kinya, Tonpei, others)
- Pokémon Diamond & Pearl (Pokémon Ranger Battonage Hajime, Younger Volkner)
- Psychic Academy (Ai Shiomi)
- Ragnarök the Animation (Roan)
- Rockman Axess (Tomahawkman.EXE)
- Rockman Beast (Tomahawkman.EXE)
- Sket Dance (Sugihara Teppei)
- Smile PreCure! (Pop)
- Sukisho (Sakura Hiromu)
- Super GALS! Kotobuki Ran (Naoki Kuroi)
- Tide-Line Blue (Keel)
- Tokyo Mew Mew (Kisshu)
- The World of Narue (Kazuto Iizuka)
- Welcome to the N.H.K. (Kaoru Yamazaki)
- White Album (Akira Nanase)

### Jeux vidéo
- .hack//G.U. (Silabus)
- Atelier Annie: Alchemists of Sera Island (Kyle Eugrald)
- Battle Fantasia (Cedric Ward)
- God Eater (Kota)
- Lunar: Silver Star Story (Nash)
- Mobile Suit Gundam: Gundam vs. Gundam (Üso Ewin)
- Star Fox 64 (NUS, Andrew Oikonny, Bill Grey)
- Star Ocean: The Second Story (Ashton Anchors and Noel Chandler)
- Tales of Symphonia (Gnome)
- Tales of the World: Radiant Mythology (Mormo)
- Valkyrie Profile: Lenneth (Llewelyn)
- VitaminX Evolution (Masaki Sanada)

### Doublage
- Superbad (Fogel)
- H2O (Lewis McCartney)
- Teen Titans : Les Jeunes Titans (Larry (Nosyarg Kcid))
- Drawn Together (Xandir Wifflebottom)
- La Vie de croisière de Zack et Cody (Woody Fink)